# Únic supervivent
Únic supervivent (títol original: The Quiet Earth) és una pel·lícula neozelandesa dirigida per Geoff Murphy, estrenada l'any 1985. Ha estat doblada al català

## Argument
Zac Hobson, un científic de la Delenko Corporació, es desperta un matí i descobreix que tota traça de vida ha desaparegut. Trobant-se sobtadament sol al món, passa del pànic a la bogeria, acaba per comprendre que aquest increïble esdeveniment seria el resultat d'una misteriosa experiència portada al si mateix de la seva empresa, el projecte « Flashlight ».

## Repartiment
- Bruno Lawrence: Zac Hobson
- Alison Routledge: Joanne
- Pete Smith: Api
- Anzac Wallace: el col·lega d'Api
- Norman Fletcher: Perrin
- Tom Hyde: el científic

## Al voltant de la pel·lícula
- El rodatge ha estat efectuat a Auckland, Hamilton i Warkworth, a Nova Zelanda.
- La pel·lícula va estar en competició en el Festival internacional de Cinema fantàstic d'Avoriaz 1986, però no va  obtenir cap recompensa.

## Premis
- Premi al millor director i al millor actor per Bruno Lawrence, el Fantafestival 1986.
- Premi a la millor pel·lícula, millor director, millor guió, millor fotografia, millor muntatge, millors decorats, millor actor per Bruno Lawrence i millor segon paper masculí per Pete Smith, en els New Zealand Film and TV Awards el 1987.